# Třeboň
Třeboň é uma cidade checa localizada na região da Boêmia do Sul, distrito de Jindřichův Hradec.
A expressa conexão ferroviária entre Praga e Viena passou pela cidade de Třeboň. O Presidente Masaryk visitou oficialmente a cidade duas vezes de trem, em 1919 e 1925.